# Melsen
Melsen is een dorp in de Belgische provincie Oost-Vlaanderen en een deelgemeente van Merelbeke-Melle, het was een zelfstandige gemeente tot aan de gemeentelijke herindeling van 1977. Melsen ligt aan de Schelde, op de weg van Gent naar Gavere.

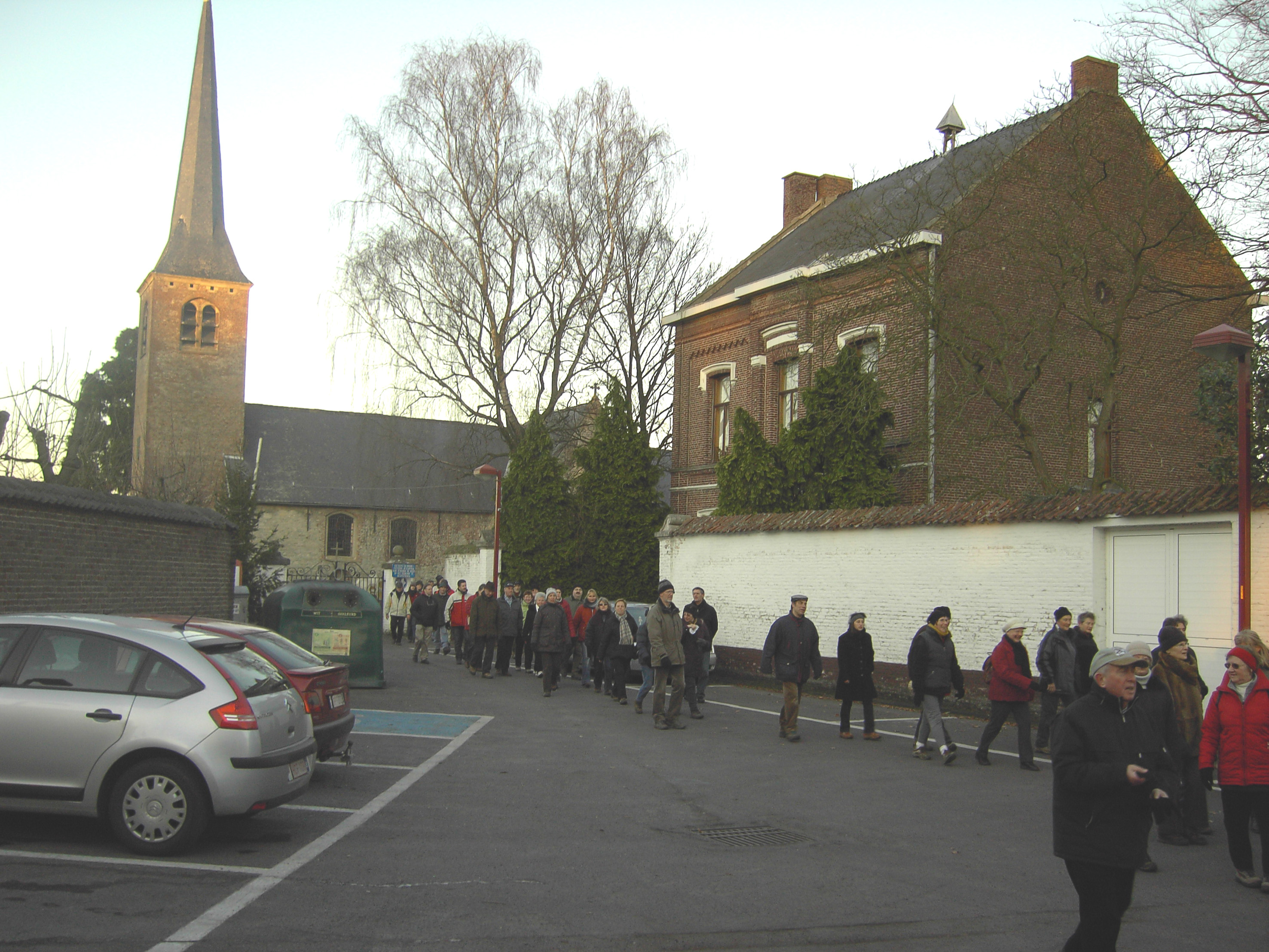
Dorpsplein

## Geschiedenis
Oude vermeldingen van Melsen gaan terug tot 818. De heerlijkheid Melsen, ook wel heerlijkheid Ter Gracht genoemd, was een leen van het Land van Rode in de kasselrij van het Land van Aalst. De oudst bekende heren van Melsen droegen de naam Van der Gracht. In Melsen hadden zij een heerlijk kasteel, maar dit was al tegen het einde van de 16de eeuw vernield. In 1650 kocht de familie Goubau de heerlijkheid en zij hield deze in haar bezit tot aan het einde van het ancien régime. In Melsen lagen nog andere heerlijkheden ingesloten, waarvan de heerlijkheid van Coudenhove de grootste en belangrijkste was.
De oudste vermelding van de kerk is uit 1117, toen de bisschop van Kamerijk het patronaatschap schonk aan de Abdij van Ename. De kerk staat aan de rand van het dorpscentrum, waar het park van een zomerverblijf bewaard is dat in 1842 werd gebouwd door de Gentenaar J. Verhaeghe, in feite een kasteel dat na 1945 verbouwd werd tot villa. In 1823 verwierf Melsen gronden van Schelderode tussen de Schelde en de Gaversesteenweg in ruil voor de wijk Klein Melsen.

## Demografische ontwikkeling
- Bronnen:NIS, Opm:1831 tot en met 1970=volkstellingen; 1976 = inwoneraantal op 31 december

## Bezienswaardigheden
- De Sint-Stefanuskerk
- De pastorie
- De Stenen Molen
- De bijgebouwen van het Kasteel Verhaege, aan de Melsenstraat

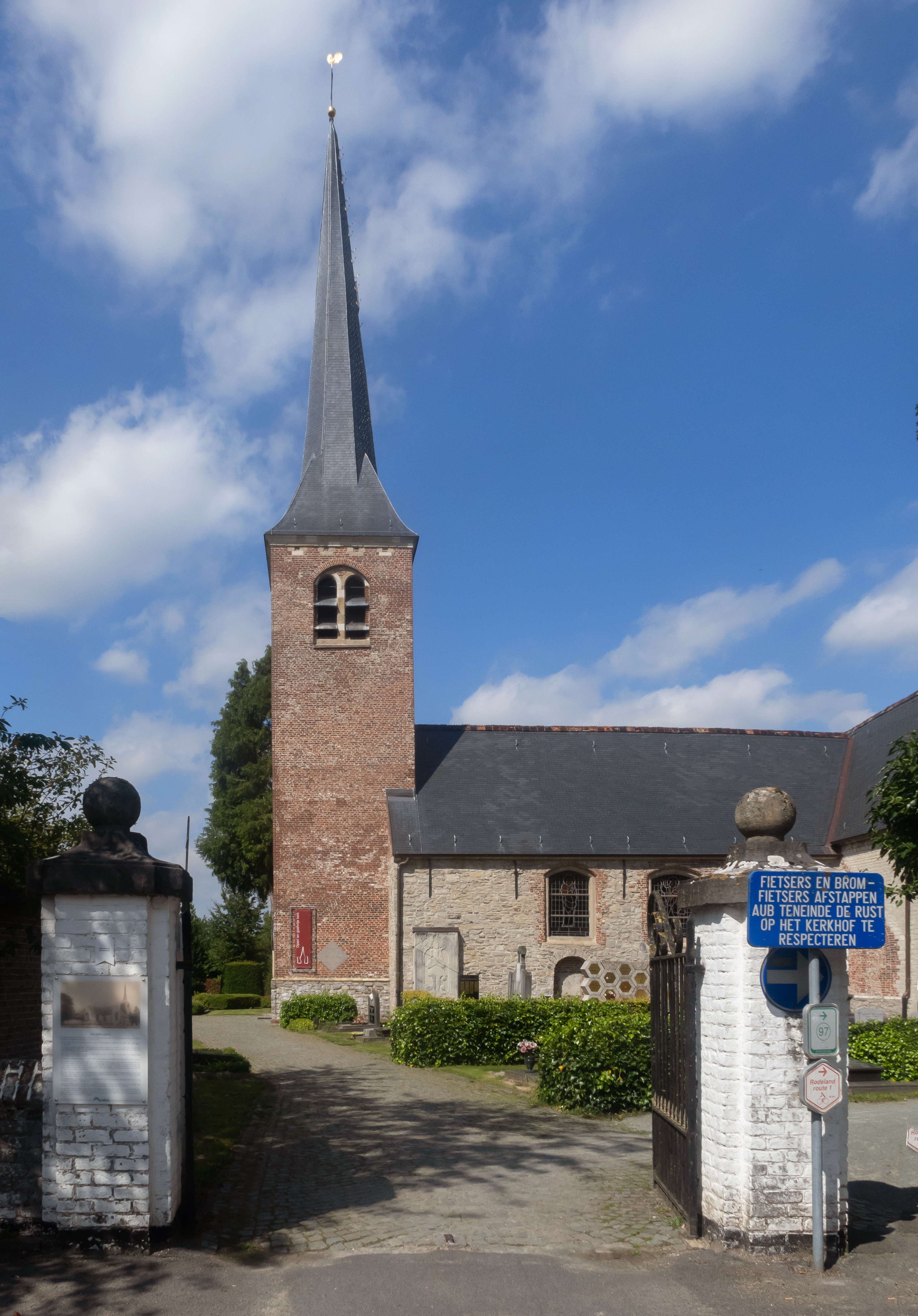
Sint-Stefanuskerk
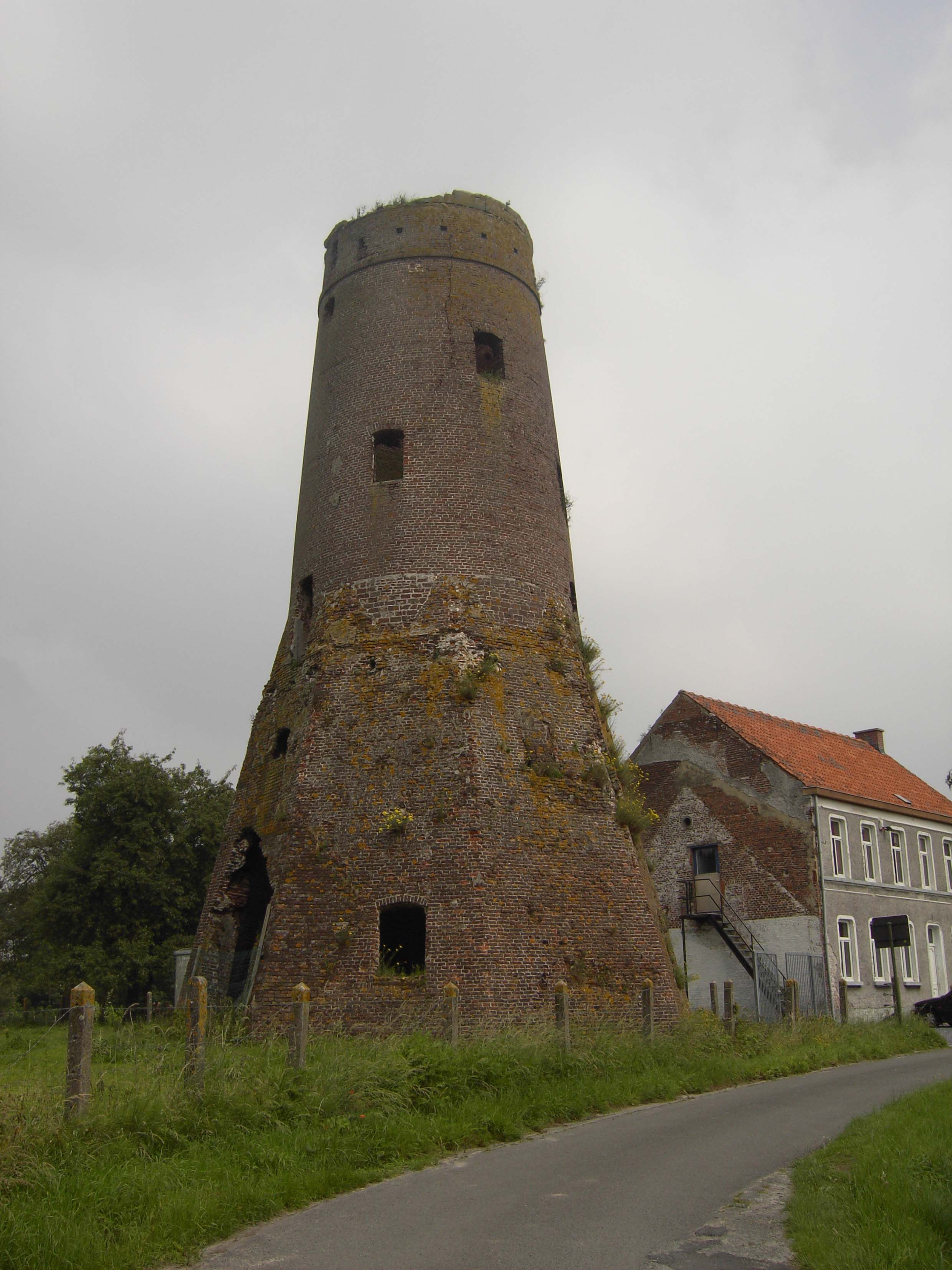
Stenen Molen
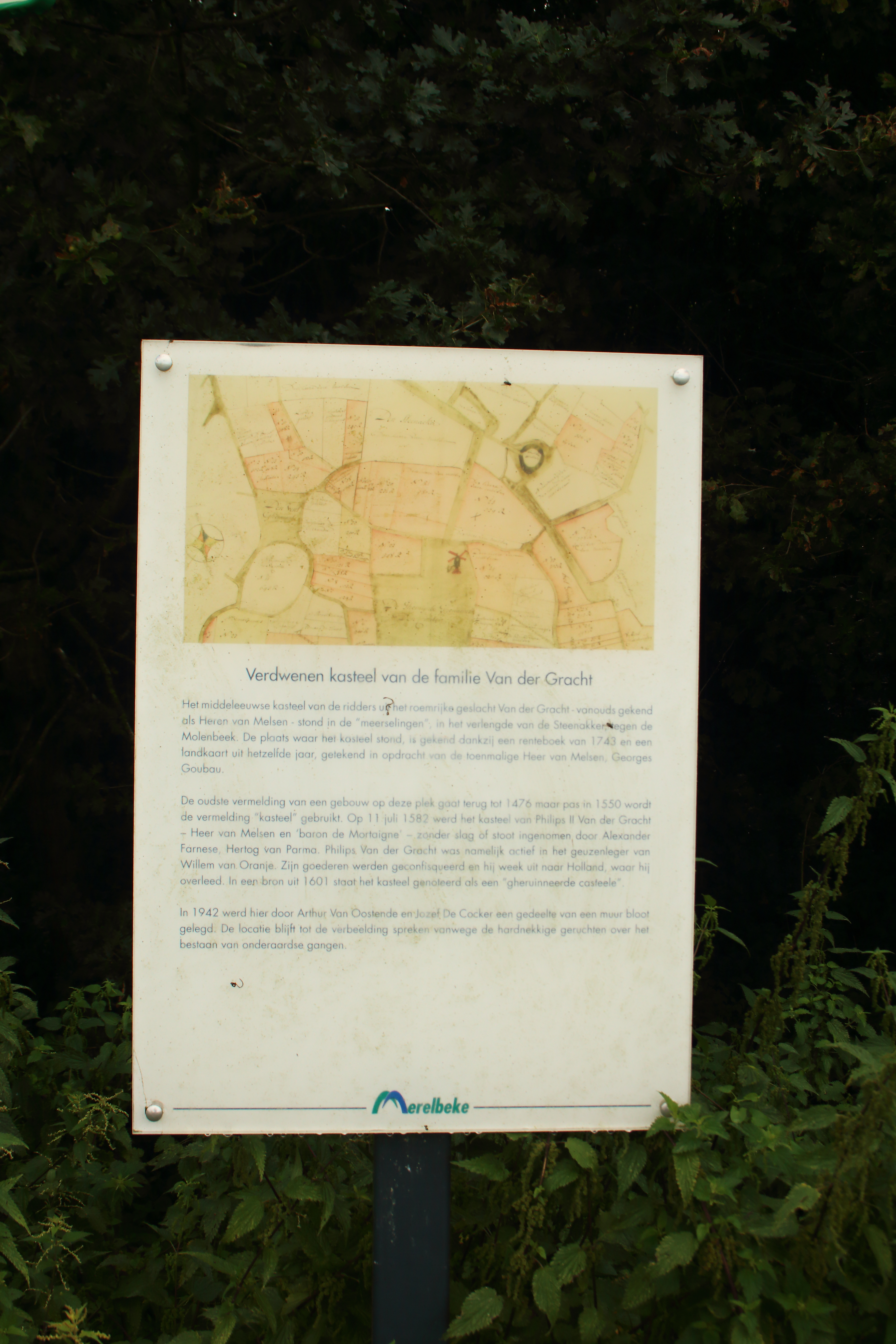
Voormalig kasteel Van der Gracht

## Natuur en landschap
Melsen ligt op de oostelijke oever van de Schelde. De scheldevallei heeft een hoogte van 8-9 meter. Oostelijk daarvan vindt een steilwand als overgang naar een licht golvend landschap met een hoogte van 20-25 meter.
Belangrijke natuurgebieden zijn:
- De Makegemse bossen
- De Merelbeekse Scheldemeersen

## Politiek
Melsen had een eigen gemeentebestuur en burgemeester tot de fusie van 1977. Burgemeesters waren:
| - 1800-1803: Petrus Jacobus De Cabooter (Olsene 1765 - Olsene 1831) - 1803-1807: Petrus Joannes Den Haese (Schelderode 1768 - Melsen 1807) - 1807-1818: Jan Baptist Constant Maelcamp de Landegem (Gent 1782 - Gent 1831) - 1818-1823: Jozef Jacob Aelbrecht (Zevergem 1785 - ?) - 1823-1825: Dominicus Van Schelstraete (ad interim) (Zevergem 1780 - Melsen 1839) - 1825-1836: Karel Lodewijk Van Poucke (Gent 1790 - Melsen 1862). Zoon van beeldhouwer Karel Van Poucke. - 1836-1839: Dominicus van Schelstraete - 1839-1843: Frans Schietse (ad interim) - 1843-1862: Karel Lodewijk Van Poucke - 1863-1876: Alfred Karel Maria Verhaeghe (Gent 1822 - Gent 1876) - 1877-1878: Venance De Smet (Melsen 1824 - Melsen 1905) | - 1879-1882: Jan-Baptist De Bolle (Iddergem 1827 - Melsen 1882) - 1883-1884: Oscar Jozef De Bolle (Melsen 1857 - Melsen 1889) - 1884-1903: Venance De Smet - 1904-1932 : Octaaf De Baets (Melsen 1864 - ? ) - 1933-1940 : Arthur Van Iseghem (Melsen 1885 - Melsen 1946) - 1941-1944: Arthur Francis De Smet (Munte 1885 - Gent 1970). Oorlogsburgemeester. - 1944-1946: Arthur Van Iseghem - 1947-1960: Edmond Ronse (Gent 1889 - Melsen 1960) - 1960-1970: Maurice Reybroeck (Melsen 1903 - Gent 1973) - 1971-1977: Charles Alexandre Beaumont (Gent 1910 - Gent 1984) |

## Pastoors van Melsen[1]
| - Willem De Heeda - Joannes Vanderslact. Was pastoor in 1507. - Willem Hanrys - Jan Sturbaut. Was pastoor in 1529. - Pieter Moens. Pastoor vanaf 1545. - Pieter Van Der Beken - Roelant Van Der Meeren - Jacobus De Moerloose. In 1601 begonnen als subdiaken en pas in 1602 tot priester gewijd. Werd in datzelfde jaar benoemd als priester van Deerlijk. - Pieter Schoorman. 1602-? - Joannes Lekenburne. Pastoor in 1607. - Anselmus Adrianus Backaert. (Deservitor) - Antonius Renaldi 1625-? (Deservitor) - Joannes De Cuellar 1632-1636 - Petrus Schellenus 1636-1647 - Adrianus Van Damme 1646-1658 (Deservitor) - Henricus Cardock 1658-1665 (Deservitor) - Ghislenus De Waegenaere 1665-1667 (Deservitor) - Egidius Baeyens 1667-1670 (Deservitor) - Marcus De Laet 1670-1697 (Deservitor) - Germanus a Sancto Gaspare 1697-1700 (Karmelietenpater)(Deservitor) - Carolus Van Mulders 1700-1705 (Deservitor) - Joannes Stoffels 1705-1717 (Deservitor) - Nicolaas Franciscus D'Huyvetter 1717-1727 (Deservitor) - Petrus Van Peteghem 1727-1744 (Deservitor) | - Amandus Ludovicus Bauwens 1744-1747 (Deservitor) - Joannes Baptista Sloor 1747-1762 (Deservitor) - Jacobus Corneel 1762-1763 - Martinus De Kever 1763-1779 - Jacobus Maes 1780-1811 - Josephus Eechaut 1811-1827 (Deservitor) - Ivo Watteel 1827-1828 (Deservitor) - Joannes Franciscus De Jonghe 1838-1842 (Deservitor) - Fredericus D'Hulst 1842-1844 (Deservitor) - Felix Fredericus Filleul 1843-1844 (Coadjutor) - Bernardus Fransciscus Pluym 1844-1848 - Jan-Baptist De Causemaeker 1848-1871 - Karel Constant De Grave 1871-1878 - Karel Frans Reynekinck 1878-1881 - Henricus Lodens 1881-1886 - Augustinus Steppe 1886-1898 - Paul Ferdinand Bourdon 1898-1910 - Godfried Jacques Udalric De Beer 1910-1919 - Jules Ivo Heyse 1919-1924 - Edward Edmond De Bock 1924-1939 - Emiel Jean Marie Sergeant 1939-1958 - Abel Van Ooteghem 1958-1967 - Frans Henri Eduard Lourdault 1968-1975 - Paul De Bruyne 1975-2011 |

## Bekende inwoners
- Edmond Ronse (1889 - 1960), minister en burgemeester
- Odiel Van Den Meersschaut (1919 - 1993), Belgisch kampioen wegwielrennen
- Jacques Guiot (Saint-Amand-les-Eaux - 6 september 1945). Frans profrenner, kleinzoon van Hector De Rouck (Melsen 1892)
- Gert Verheyen (Hoogstraten - 20 september 1970). Belgisch profvoetballer.
- Stefaan Van Hecke (Gent - 4 januari 1973). Belgisch politicus voor Groen.

## Nabijgelegen kernen
Schelderode, Munte, Vurste